# Ferdinandea (Calabria)
La Ferdinandea ex fonderia borbonica, è situata in un territorio di 3600 ettari delle Serre calabresi del comune di Stilo,  nella provincia di Reggio Calabria.
La zona è quasi ricoperta interamente da boschi di faggio e abete e si dispone su un profilo altimetrico compreso tra 501 e 1415 metri sul livello del mare. Vi sorge la "Reale Fonderia Ferdinandea", del 18º secolo, posta nel territorio di Stilo a 1061 metri di altitudine.

## Geologia
La geologia dell'area si caratterizza da rocce acide biotiche come quarzo, mouronite e granito, con bassa permeabilità.

## Geografia
La zona si trova alle pendici della Serra di Chindilli e vi scorrono tre ruscelli: il Folea, L'Azzarola e lo Stilaro.
La Ferdinandea ha un clima tipico del fagetum caldo, montano appenninico con precipitazioni annue di 2000 mm, un periodo di siccità da luglio fino alla metà di settembre.
L'umidità è sempre superiore al 50% tutto l'anno.
La flora è composta per la quasi totalità da abete bianco, faggio e pino rosso, ma sono presenti anche castagno, quercia e pioppo.
Sul territorio sono presenti le 5 sorgenti delle fiumare Stilaro, Assi, e dei torrenti Ruggero (affluente dello Stilaro), Don Luca e Mula (affluente dell'Assi).

## Storia
(Matilde Serao, Corriere di Roma del 19 settembre 1886)

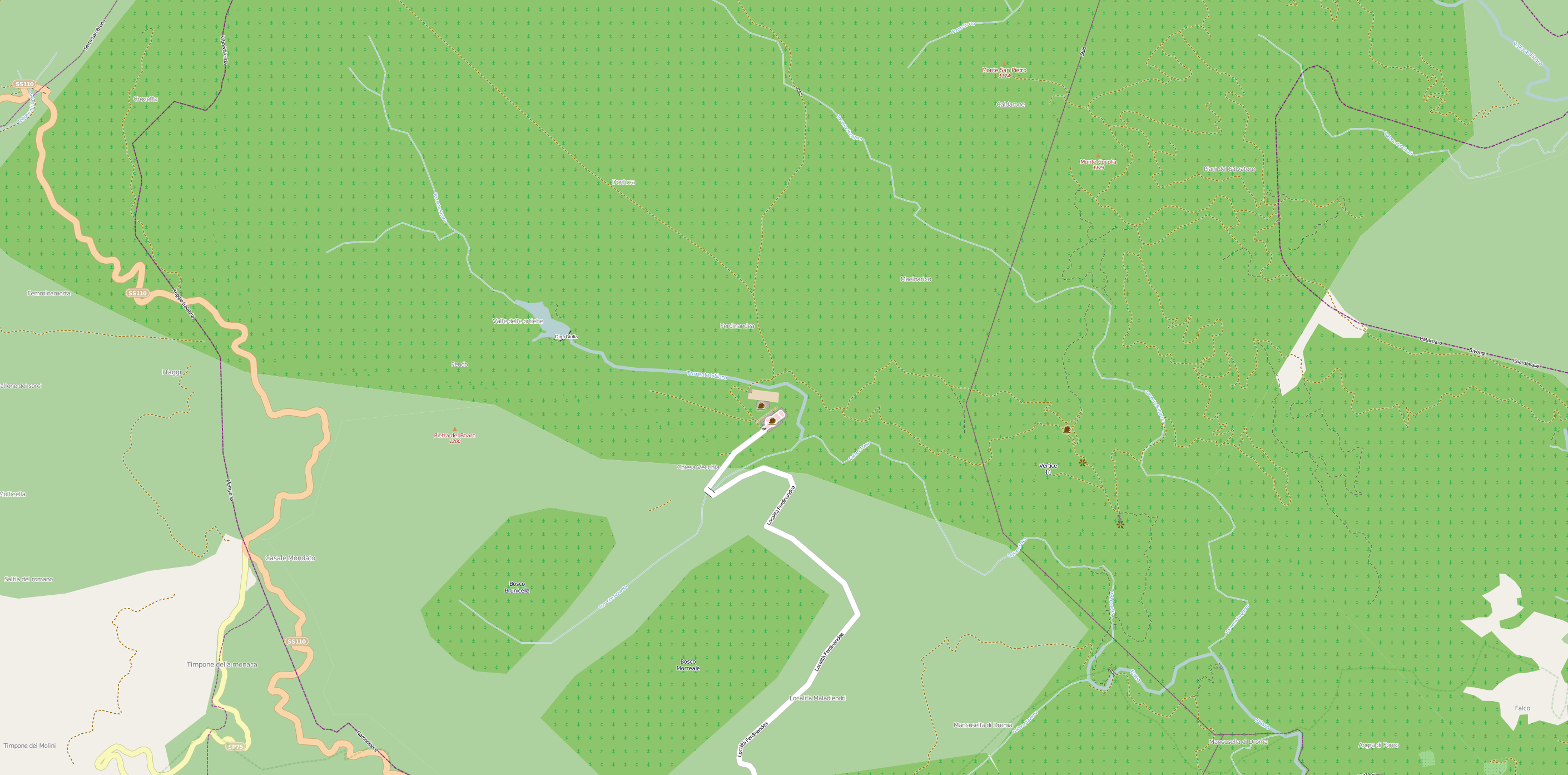
Carta della Ferdinandea

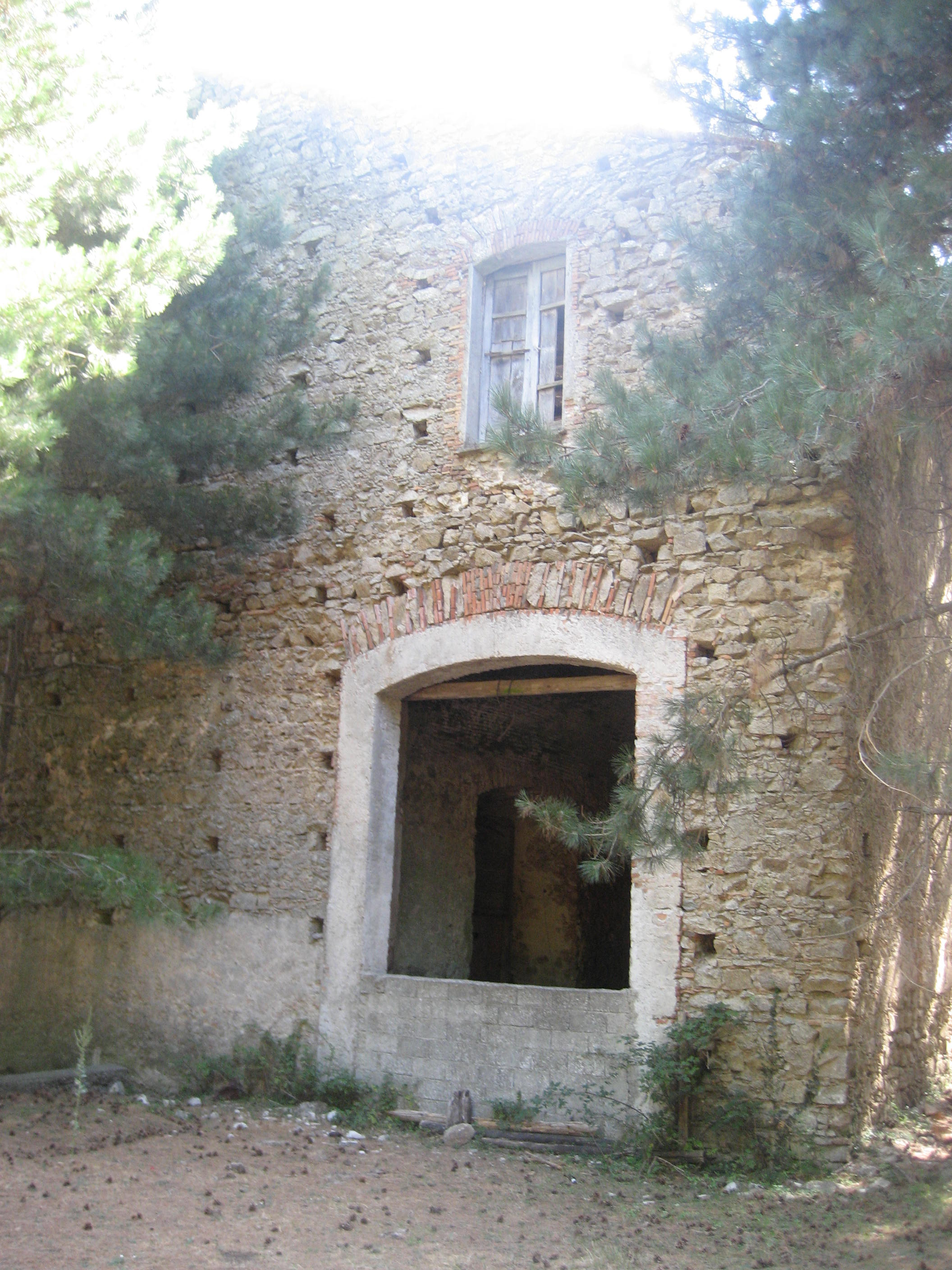
Resti della fonderia di Ferdinandea

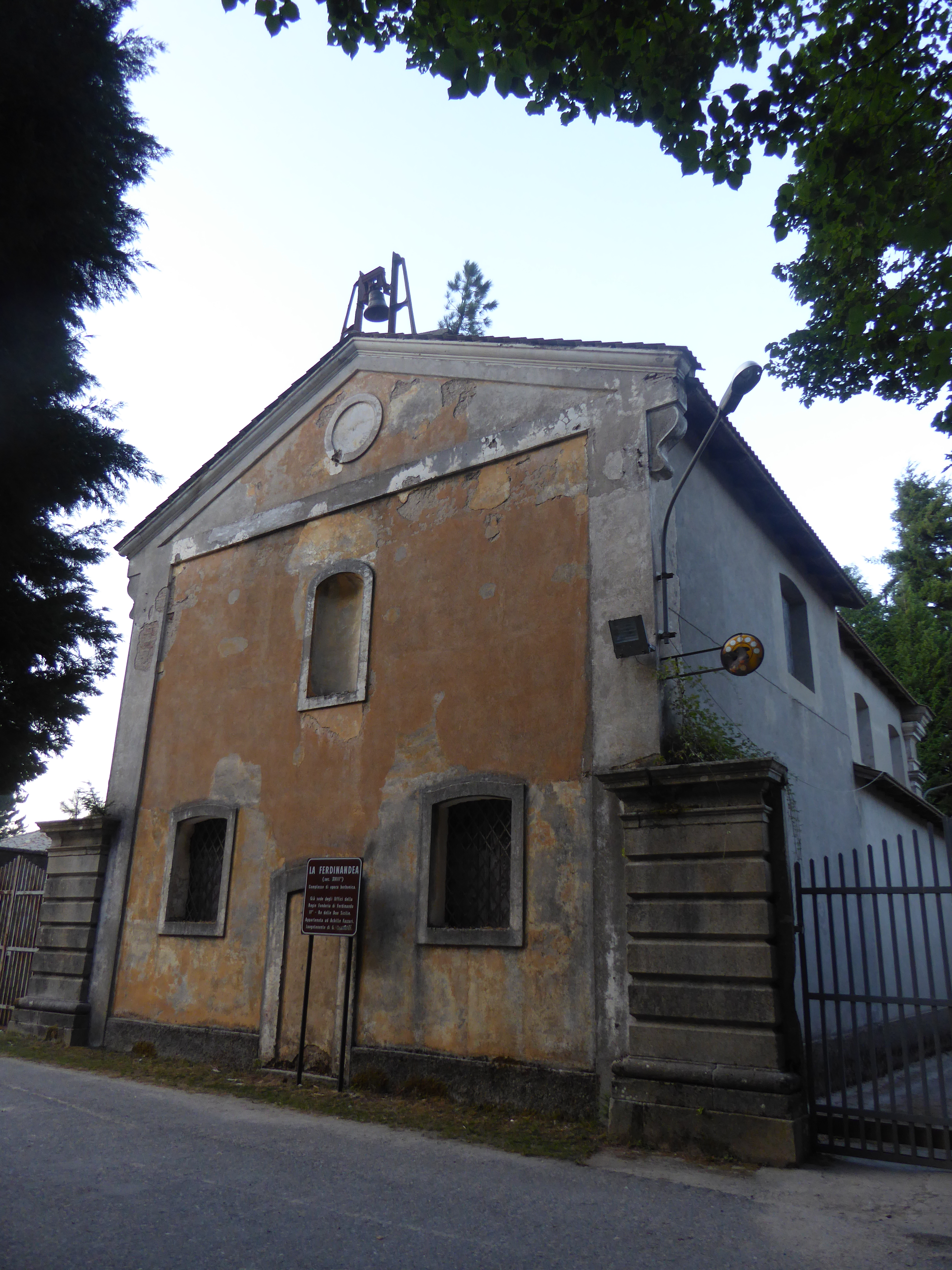
Chiesa di Ferdinandea

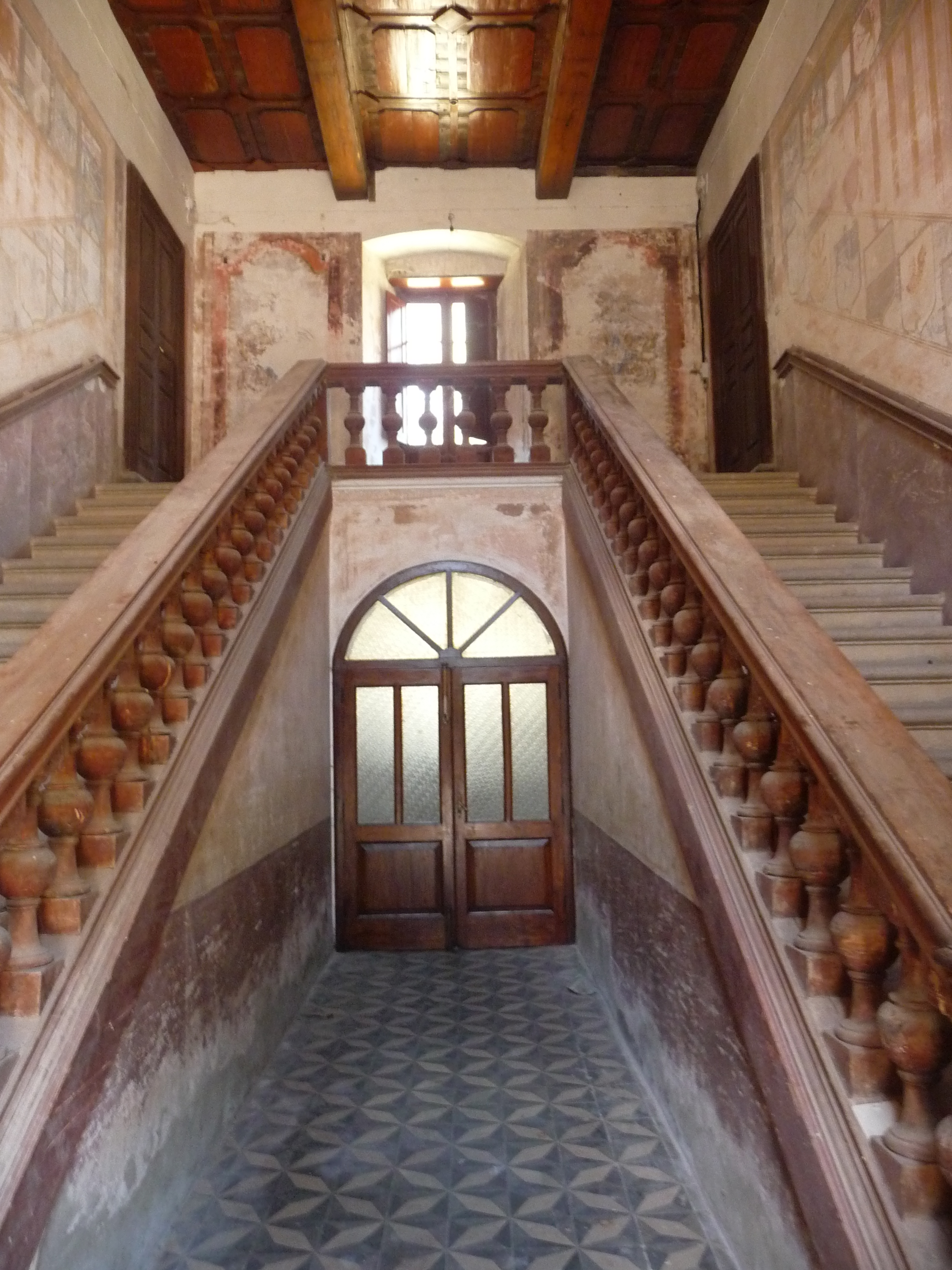
Interno della residenza

Nel 1833 Ferdinando II di Borbone si reca in zona per inaugurare le nuove ferriere costruite sulle rovine delle Ferriere del Piano della Chiesa. L'area prenderà il nome in suo onore. Le ferriere sarebbero servite per produrre ghisa in supporto alle altre di Mongiana raggiungibili da un tratturo. La prima colata avverrà nell'altoforno Sant'Antonio ed il re alloggerà per poche ore negli appartamenti antistanti.
Successivamente vi costruirono la caserma, gli edifici residenziali e amministrativi, le scuderie e le stalle.
Con la nascita dello stato italiano il governo italiano vende tutti gli stabilimenti siderurgici e i boschi del circondario ad un'asta vinta dall'ex garibaldino e poi parlamentare del nuovo regno Achille Fazzari nel 1874.
Egli tentò di riattivare il centro siderurgico chiuso all'inizio del Regno d'Italia per motivi politici ma alla fine abbandonò i beni di Mongiana anche per l'assenza di aiuti da parte del governo e riconvertì tutto in un'azienda agricolo-pastorale.
Si dedicò tuttavia alla zona della Ferdinandea, dove vi era la produzione di acqua minerale, una piccola centrale idroelettrica (Centrale idroelettrica Ferdinandea (progettata e realizzata dall'Ingegnere tedesco Guglielmo Freyburg), usata poi nella seconda metà del '900 come cabina elettrica di supporto alla Centrale idroelettrica Marmarico), e segherie.
Alla fine dell'Ottocento per volere di Fazzari furono anche costruite due tratte ferroviarie, delle quali una lunga 20 km partiva da località Cerasella, passando per Ferdinandea e arrivava nella frazione di Caulonia a Ziia.. Anche queste opere furono progettate e realizzate dall'Ingegnere tedesco Guglielmo Freyburg.

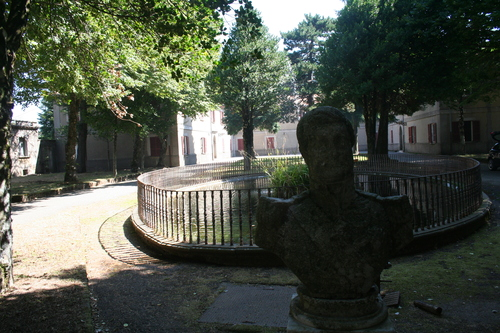
Busto di Ferdinando II

Per 40 anni la Ferdinandea diventa un importante centro economico calabrese.
A Ferdinandea fu ospite anche Matilde Serao.

### Oggi

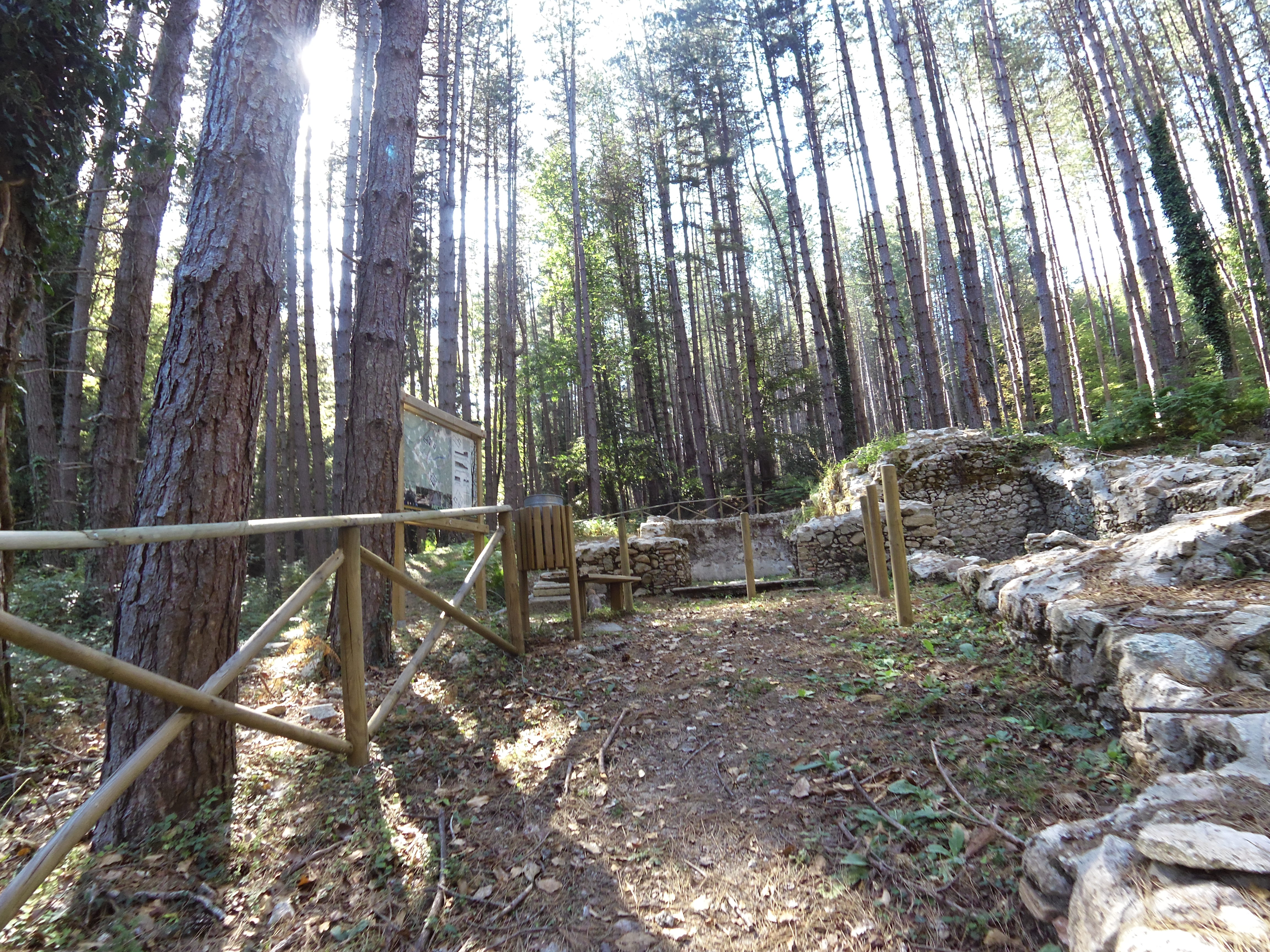
Parco siderurgico di Chiesa Vecchia (agosto 2017)

Attualmente la zona è meta di turisti, oltre a visitare la villa borbonica e la ferriera, si possono fare escursioni sui sentieri contrassegnati dal CAI. Il territorio fa parte del Parco naturale regionale delle Serre. Dalla villa borbonica si può raggiungere la diga Giulia (in onore di una certa contessa Panza) costruita nel 1961 da maestranze locali e il suo invaso di 15.000 metri quadrati e una capacità di circa 100.000 metri cubi in 20 minuti, la diga Azzarella in un'ora, la cascata del Marmarico di Bivongi in un'ora e mezza e la vetta più alta delle Serre, il monte Pecoraro in un'ora. 
Nei pressi della tenuta Ferdinandea, si trova la fonte di Acqua Minerale Mangiatorella, nota per le sue proprietà già dal 1904.
Dalla Ferdinandea passa il sentiero del brigante, itinerario per escursionisti di lunga percorrenza, individuato e realizzato dal G.E.A. - Gruppo escursionisti d'Aspromonte nel 1989. Il sentiero del Brigante collega Gambarie di S. Stefano in Aspromonte a Serra S. Bruno e Stilo.
È un'area in cui è attiva la produzione di legname, e dove, durante il periodo, si va alla ricerca di funghi.

## Archeologia industriale

Altoforno di Ferdinandea

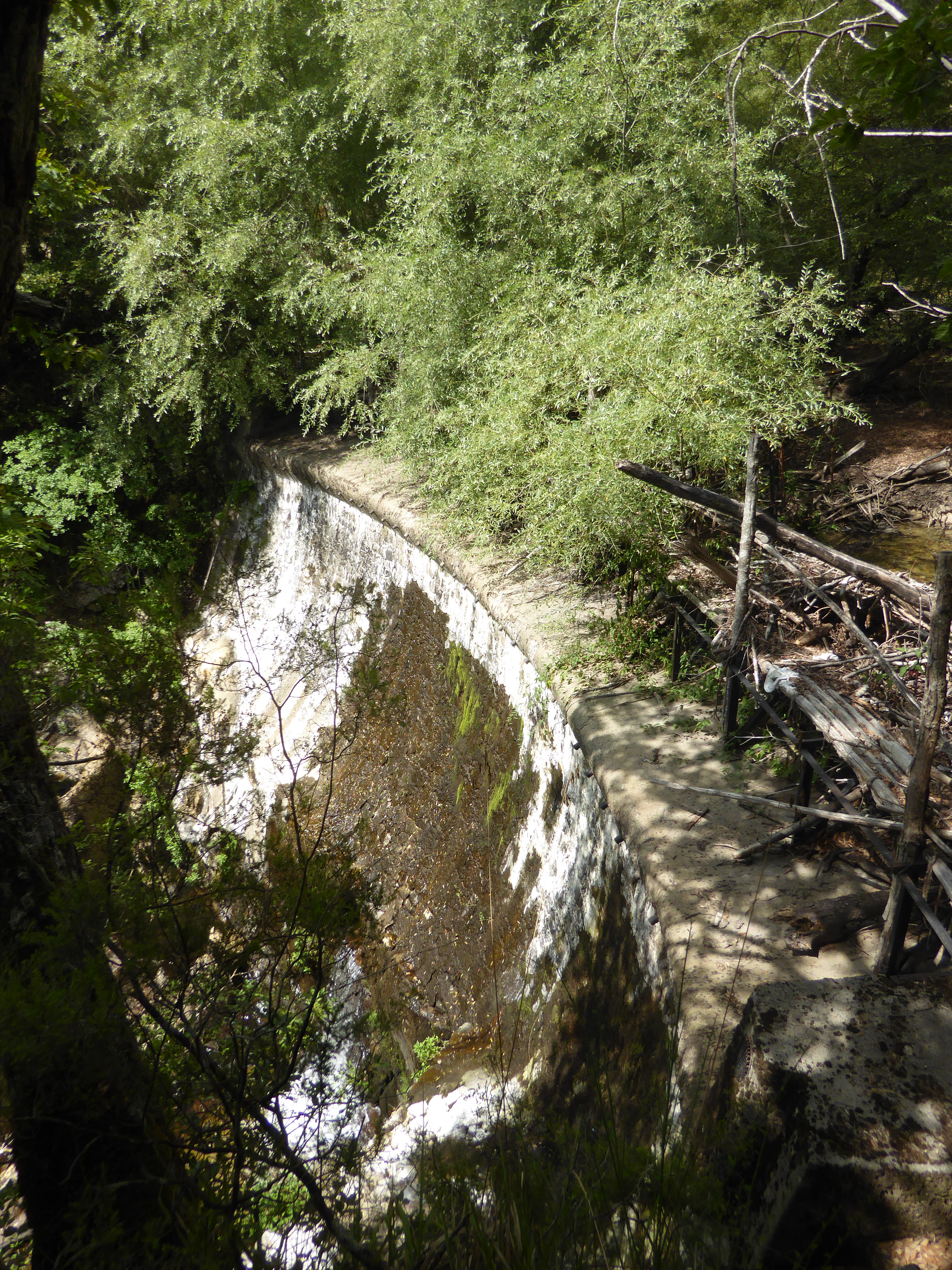
Diga Azzarera dall'alto (Ferdinandea 2016)

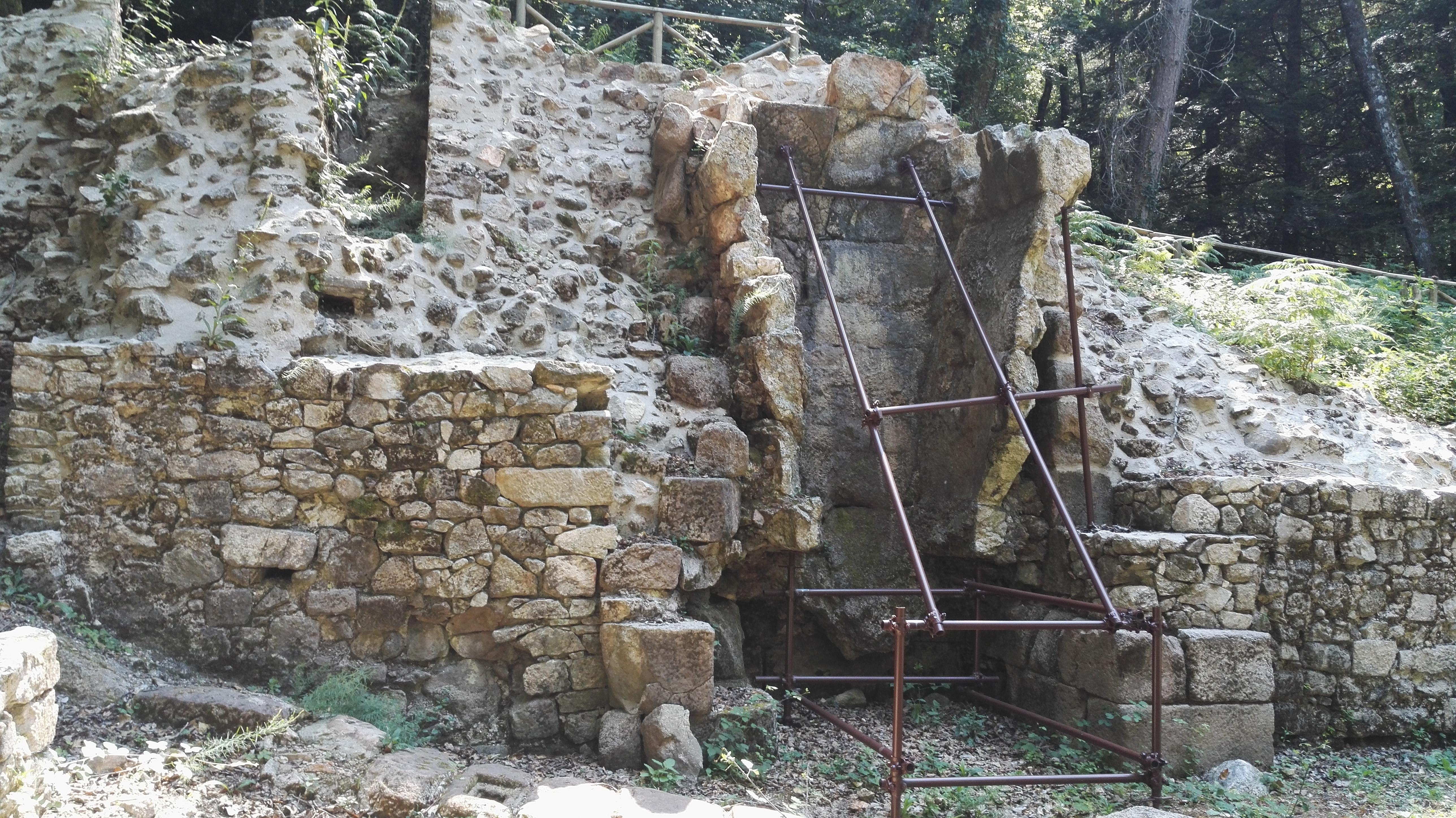
Resti di Fornace nel Parco siderurgico di Chiesa Vecchia (agosto - 2017)

Luogo interessante dal punto di vista dell'archeologia industriale.
È un territorio infatti facente parte dell'Ecomuseo delle ferriere e fonderie di Calabria per la presenza della ferriera (da restaurare) che lavorava il minerale estratto nelle miniere di Pazzano (dal monte Stella) per produrre ferro ed il neo-parco siderurgico sito in località "chiesa vecchia" inaugurato nel 2015 con i resti di una fornace, di una chiesa e del palazzo amministrativo.
Sempre nell'area vi è ancora la presenza di tre piccole dighe: la diga Azzarera, la diga Giulia e la diga Ruggero nonché le condotte che convogliavano l'acqua verso le due piccole centrali idroelettriche (Marmarico e Guida) di Bivongi lungo il Folea più a valle.